# Tulsa Symphony
Die Tulsa Symphony ist ein professionelles Sinfonieorchester in Tulsa, Oklahoma, das von den Mitgliedern des Ensembles in eigener Verantwortung und autonom verwaltet wird. 2005 gegründet von Musikern der 2002 wegen finanzieller Probleme aufgelösten Tulsa Philharmonic, gilt es als dessen Nachfolger. Es wirkt zudem als Hausorchester des LOOK Musical Theatres.
Das Tulsa Symphony Orchestra (TSO) folgt wohl aus den gemachten Erfahrungen der 2002 aufgelösten Tulsa Philharmonic einem Konzept im Management und der Führung, das mit den meisten anderen Orchestern nicht vergleichbar ist. Die Mitglieder des Ensembles, aufgeteilt in 12 Ausschüsse, entscheiden die künstlerischen Ziele, ihr Repertoire und die Leitung des Orchesters in ihrer eigenen Verantwortung gemäß den Satzungen der American Federation of Musicians. So wird es von keinem Chefdirigenten oder Musikdirektor geleitet und verpflichtet die Gastdirigenten in eigener Verantwortung.